# Friedrich Dams
Friedrich Dams (10. Januar 1799 in Berlin – 4. Februar 1877 ebenda) war ein deutscher Theaterschauspieler und Opernsänger (Tenor).

## Leben
Er war schon ein erwachsener Mann, als man auf seine Stimme aufmerksam wurde. Nun nahm er Gesangsunterricht bei dem Tenoristen Keil und debütierte in Sondershausen. 1827 kam er als Spieltenor nach Augsburg, 1828 nach Düsseldorf, 1829 nach Aachen und wurde 1831 nach Prag engagiert. Am 1. November 1831 trat er in den Verband des Kasseler Hoftheaters, wo er bis 1. Oktober 1835 wirkte, folgte dann einem Ruf nach Leipzig, ging von dort nach Breslau und Wien und kehrte am 1. Januar 1837 wieder nach Kassel zurück, wo er bis 1843 künstlerisch tätig war. Hierauf erschien er nur noch als Gast auf mehreren ersten Bühnen und zog sich 1850 gänzlich vom Theater zurück. Er errichtete in seiner Vaterstadt eine Restauration, gab jedoch auch diese nach einiger Zeit wieder auf. Er starb am 4. Februar 1877 in Berlin, mit ihm einer der beliebtesten Spieltenöre seiner Zeit.